# Episodi di Bracken's World (prima stagione)
La prima stagione della serie televisiva Bracken's World è stata trasmessa in anteprima negli Stati Uniti d'America dalla NBC tra il 19 settembre 1969 e il 27 marzo 1970.
| nº | Titolo originale                    | Titolo italiano | Prima TV USA      | Prima TV Italia |
| -- | ----------------------------------- | --------------- | ----------------- | --------------- |
| 1  | Fade In                             |                 | 19 settembre 1969 |                 |
| 2  | Panic                               |                 | 26 settembre 1969 |                 |
| 3  | King David                          |                 | 3 ottobre 1969    |                 |
| 4  | Don't You Cry for Susannah          |                 | 10 ottobre 1969   |                 |
| 5  | Options                             |                 | 17 ottobre 1969   |                 |
| 6  | Closed Set                          |                 | 24 ottobre 1969   |                 |
| 7  | The Sweet Smell of Failure          |                 | 31 ottobre 1969   |                 |
| 8  | The Stunt                           |                 | 7 novembre 1969   |                 |
| 9  | All the Beautiful Young Girls       |                 | 14 novembre 1969  |                 |
| 10 | Package Deal                        |                 | 28 novembre 1969  |                 |
| 11 | It's the Power Structure, Baby      |                 | 5 dicembre 1969   |                 |
| 12 | Move in for a Close-Up              |                 | 12 dicembre 1969  |                 |
| 13 | Stop Date                           |                 | 19 dicembre 1969  |                 |
| 14 | The Chase Sequence                  |                 | 26 dicembre 1969  |                 |
| 15 | Focus on a Gun                      |                 | 2 gennaio 1970    |                 |
| 16 | Money Men                           |                 | 9 gennaio 1970    |                 |
| 17 | Meanwhile Back at the Studio        |                 | 16 gennaio 1970   |                 |
| 18 | A Perfect Piece of Casting          |                 | 30 gennaio 1970   |                 |
| 19 | Super-Star                          |                 | 6 febbraio 1970   |                 |
| 20 | Whatever Happened to Happy Endings? |                 | 13 febbraio 1970  |                 |
| 21 | Fallen, Fallen Is Babylon           |                 | 20 febbraio 1970  |                 |
| 22 | Papa Never Spanked Me               |                 | 27 febbraio 1970  |                 |
| 23 | A Beginning, a Middle and an End    |                 | 6 marzo 1970      |                 |
| 24 | Diffusion                           |                 | 13 marzo 1970     |                 |
| 25 | Day for Night                       |                 | 20 marzo 1970     |                 |
| 26 | One, Two, Three... Cry              |                 | 27 marzo 1970     |                 |